# Панське (Полтавський район)
Панське (до 2016 — Жовтне́ве) — село в Україні, у Кобеляцькій міській громаді Полтавського району Полтавської області. Населення становить 67 осіб.

## Географія
Село Панське знаходиться на лівому березі річки Ворскла, вище за течією на відстані 3 км розташоване село Соснівка, нижче за течією примикає село Лівобережна Сокілка, на протилежному березі — село Правобережна Сокілка. Річка в цьому місці звивиста, утворює лимани, стариці та заболочені озера.

## Історія
12 червня 2020 року, відповідно до розпорядження Кабінету Міністрів України № 721-р «Про визначення адміністративних центрів та затвердження територій територіальних громад Полтавської області», село увійшло до складу Кобеляцької міської громади.
19 липня 2020 року, в результаті адміністративно - територіальної реформи та ліквідації Кобеляцького району, село увійшло до складу новоутвореного Полтавського району Полтавської області.